# Frederick de Houtman
Frederick de Houtman (por vezes grafado Frederik de Houtman) (Gouda, c. 1571 — Alkmaar, 21 de outubro de 1627) foi um navegador e astrónomo holandês, oficial superior da Companhia das Índias Orientais. Participou nas primeiras expedições marítimas holandesas às Índias Orientais, que viriam a estabelecer o domínio dos Países Baixos na região. No campo da astronomia, o seu nome ficou associado à definição de doze novos asterismos no hemisfério celeste Sul que deram origem a doze das 88 constelações oficiais modernas.

## Biografia
Nasceu cerca de 1571 na cidade de Gouda, que na altura fazia parte dos Países Baixos Espanhóis, filho de Pieter Cornelisz e de Agnes née Frederiksd.
Em 1592 Frederick de Houtman e o seu irmão mais velho, Cornelis de Houtman (Gouda, c. 1565 — Achém, Sumatra, 11 de Setembro de 1599), deslocaram-se a Lisboa, na qualidade de representantes de mercadores de Amesterdão, tendo sido presos por tentativa de furto de cartas náuticas da rota para a região da actual Indonésia,  onde os Portugueses (na altura unidos à coroa espanhola pela Dinastia Filipina) haviam estabelecido o domínio do comércio de especiarias. Acabaram por ser libertados em 1595, em troca de um resgate considerável pago pelos mercadores que os haviam enviado, retornando a Amesterdão.

### Primeira expedição holandesa às Índias Orientais
Em Abril de 1595 embarcou na primeira expedição holandesa às Índias Orientais - historicamente conhecida como Eerste Schipvaart ("Primeira Expedição") -, numa frota da Compagnie van Verre ("Companhia das Terras Longínquas") com quatro navios (Amsterdam, Duifje, Hollandia e Mauritius) liderada por Cornelis de Houtman, ocupando o posto de sub-comissário mercantil no Hollandia, comandado por Jan Dignumsz e pilotado por Pieter Dirkszoon Keyser.
A frota aportou em Madagáscar em Setembro do mesmo ano e Frederick de Houtman aproveitou a estadia para estudar e registar o dialecto local, para o qual viria posteriormente a publicar um dicionário.

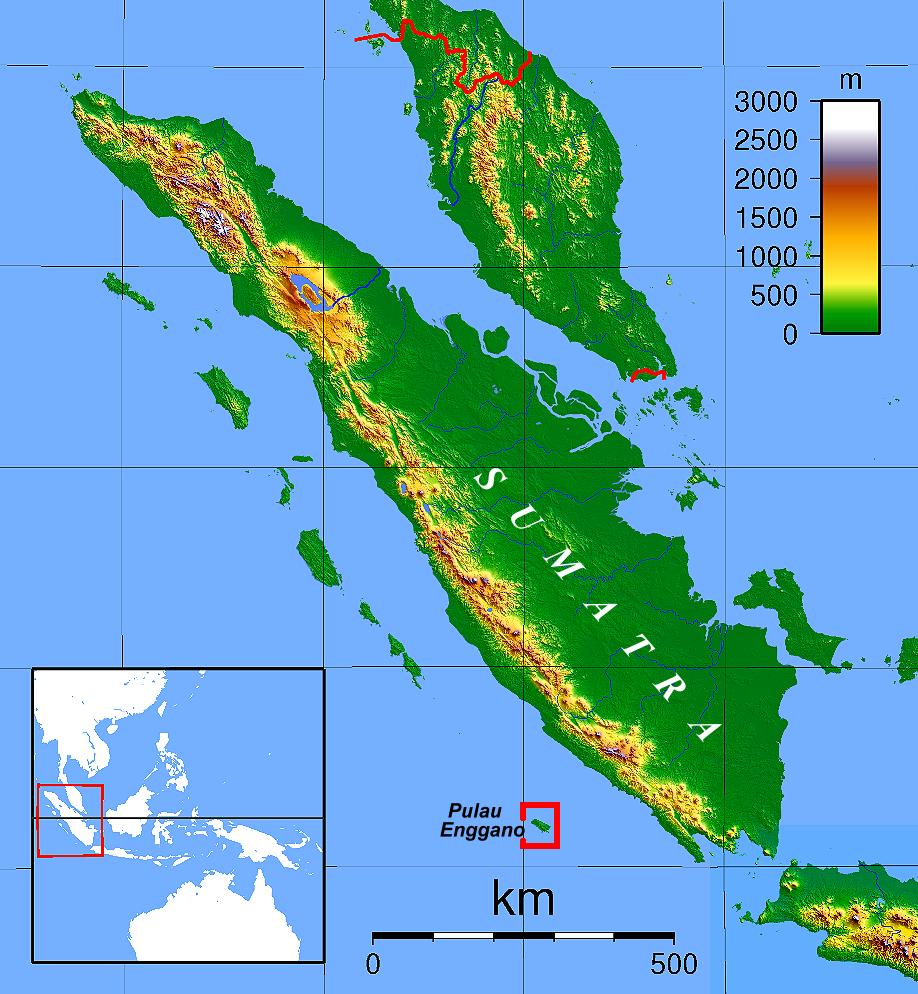
Localização da ilha de Engano, em Sumatra

Prosseguindo a viagem em direcção ao arquipélago malaio, após quase quatro meses em mar alto ancoraram em Junho de 1596 ao largo da ilha de Engano, situada cerca de 100 km a sudoeste de Sumatra. Não chegaram a desembarcar mas, após ter sido estabelecido contacto com a população local, foi-lhes facultado um guia que os conduziu em segurança através do estreito de Sunda - que separa as ilhas de Sumatra e Java - até à capital do sultanato de Banten (também grafada Bantam), localizada na ilha de Java, onde iniciaram negociações diplomáticas e comerciais com o governador, Djajanagara.
No entanto, instigado por mercadores portugueses, o governador interrompeu a troca comercial com os holandeses, que ameaçaram tomar pela força a carga que os portugueses detinham nos seus barcos. O incidente levou à detenção de Cornelis de Houtman e de sete dos seus companheiros, que se haviam deslocado a terra para exigir o cumprimento do contrato.

O sultanato de Banten (1527–1813), por volta de 1570

Informados da ocorrência os oficiais a bordo da frota, ancorada ao largo do porto, ordenaram o ataque aos barcos portugueses e o bombardeamento da cidade visando forçar a libertação dos seus compatriotas. Conseguiram apenas contra-ataques por parte do governador e a exigência de um resgate pelos prisioneiros. Tendo sido paga a quantia estabelecida, Cornelis e os outros tripulantes retornaram aos navios, mas após o incidente as relações diplomáticas e comerciais terminaram, pelo que os holandeses acabaram por abandonar Banten e seguir viagem ao longo da costa Norte de Java.
A campanha foi um fracasso em todos os aspectos: o escasso lucro obtido serviu apenas para pagar o empreendimento, inábeis diplomaticamente, os holandeses depararam-se com a influência que os portugueses detinham na região, entraram em vários confrontos com os líderes locais - desde Banten até às ilhas que visitaram posteriormente - e ocorreram graves disputas entre a própria tripulação; a maioria faleceu durante a viagem, incluindo o comandante e o piloto do Hollandia, Jan Dignumsz e Pieter Dirkszoon Keyser, tendo os sobreviventes regressado aos Países-Baixos em Agosto de 1597, demasiado enfraquecidos para conseguirem sequer aportar pelos próprios meios as três embarcações restantes (o Amsterdam havia sido abandonado e incendiado em Janeiro de 1597, ao largo da ilha de Bawean, no Mar de Java).

### Segunda expedição e publicação da obraSpraeck ende woord-boeck

O sultanato de Achém, entre 1524 e 1637

Em 1598 partiu numa segunda viagem para as Índias Orientais, desta vez como comandante do navio Leeuwin ("Leoa"). A frota que integrava, liderada por Cornelis de Houtman (a bordo do Leeuw ("Leão")) e financiada pela Veersche Compagnie de Balthazar de Moucheron, chegou ao sultanato de Achém na ilha de Sumatra em Junho de 1599 onde, fruto de intrigas tecidas pelos portugueses, Cornelis foi morto e Frederick de Houtman feito prisioneiro pelo sultão local, Alauddin Ri’ayat Shah. Durante a sua detenção em Sumatra realizou observações do céu, anotando cuidadosamente as coordenadas de 303 estrelas em redor do pólo celeste Sul, para além de ter compilado um dicionário e uma gramática do idioma malaio. Após uma iniciativa diplomática por parte do príncipe Maurício de Orange-Nassau, que resultaria numa aliança duradoura com o sultanato, foi libertado em 1601, tendo regressado aos Países-Baixos a bordo de um navio holandês.
Em 1603 publicou a obra "Spraeck ende woord-boeck, in de Maleysche ende Madagaskarsche talen, met vele Arabische ende Turcsche woorden" ("Gramática e dicionário das línguas faladas na Malásia e em Madagáscar, com muitas palavras Árabes e Turcas") contendo um anexo - "noch zijn hier byghevoecht de declinatien van vele vaste Sterren, staende ontrent den Zuyd-pool, voor dezen tijdt noyt ghesien" ("em adenda constam as declinações de muitas estrelas fixas, em redor do pólo Sul, nunca antes observadas até hoje") - onde se registam as coordenadas celestes das estrelas que estudara, agrupadas em doze constelações.

### Terceira expedição - Governador de Amboina

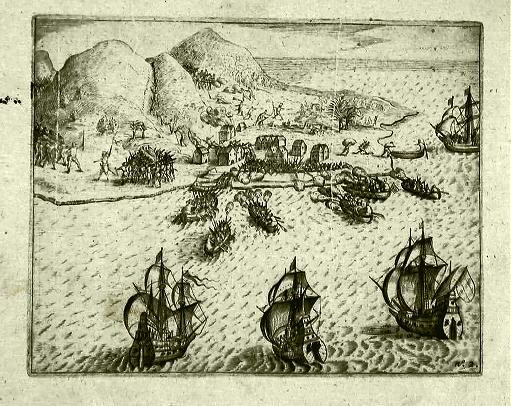
Derrota dos portugueses em Amboina. Gravura da autoria de Isaac Commelin em 1645

Em Dezembro de 1603 embarcou como comissário mercantil no Amsterdam, que fazia parte de uma frota de doze navios da Companhia Holandesa das Índias Orientais com destino a Banten, liderada por Steven van der Hagen. A expedição possuía um intuito predominantemente militar e pretendia enfraquecer a presença espanhola e portuguesa em todo o arquipélago malaio. Em 1605 atacaram e derrotaram os portugueses na ilha de Amboina, localizada no arquipélago das Molucas, onde se estabeleceu a primeira sede comercial da Companhia Holandesa das Índias Orientais.
No mesmo ano, Frederick de Houtman foi nomeado primeiro governador da ilha. Permaneceu no cargo até 1611, tendo retornado a Alkmaar em 1612, onde exerceu funções no Conselho da cidade entre 1614 e 1618.

### Quarta expedição - Governador das Molucas
Em 1618 partiu como comandante de uma expedição de seis navios em direcção à ilha de Java. Na época, os navegadores holandeses que rumavam às Índias Orientais eram aconselhados a aproveitar ventos e correntes favoráveis mais a Sul e a dirigirem-se para Norte a certo ponto. Não existindo ainda um método seguro para determinar a longitude, o local em que deveriam efectuar a mudança de rota era estimado sem grande precisão, levando-os a aproximarem-se da costa australiana. Ao avistarem a Austrália seguiram para Norte, quase colidindo com um extenso grupo de baixios de coral que ficaram conhecidos como "De Houtman Abrolhos", chegando a Java em Setembro de 1619. Por esta altura já os holandeses haviam implantado a sua presença e uma sólida rede comercial no arquipélago tendo, em Maio do mesmo ano, expulsado os ingleses do local onde viriam a fundar a sua capital comercial, Batávia.
Em 1621 foi nomeado governador das ilhas Molucas, exercendo funções até 1623. Em 1624 regressou a Alkmaar, onde ocupou o cargo de vereador, tendo aí falecido em Outubro de 1627.

## Cartografia Celeste
Na primeira expedição realizada em 1595 Pieter Dirkszoon Keyser, o primeiro piloto do Hollandia, efectuou a pedido de Petrus Plancius a cartografia do céu do hemisfério Sul, tendo sido assistido por Frederick de Houtman. Em Setembro de 1596 Keyser faleceu quando a frota se encontrava ancorada ao largo da cidade portuária de Banten, mas sabe-se que os resultados das observações foram entregues a Plancius (tendo a frota regressado, com de Houtman a bordo, em Agosto de 1597), pois o cartógrafo produziu, em finais de 1597 ou princípios de 1598, um globo celeste em que introduziu doze novas figuras (Mosca, Ave do Paraíso, Camaleão, Dourado, Grou, Hidra Macho, Índio, Pavão, Fénix, Tucano, Triângulo Austral e Peixe Voador) compostas por estrelas visíveis a partir do hemisfério Sul e cujas posições são fidedignas.  As mesmas figuras seriam reproduzidas por Jodocus Hondius num globo celeste datado de 1600.

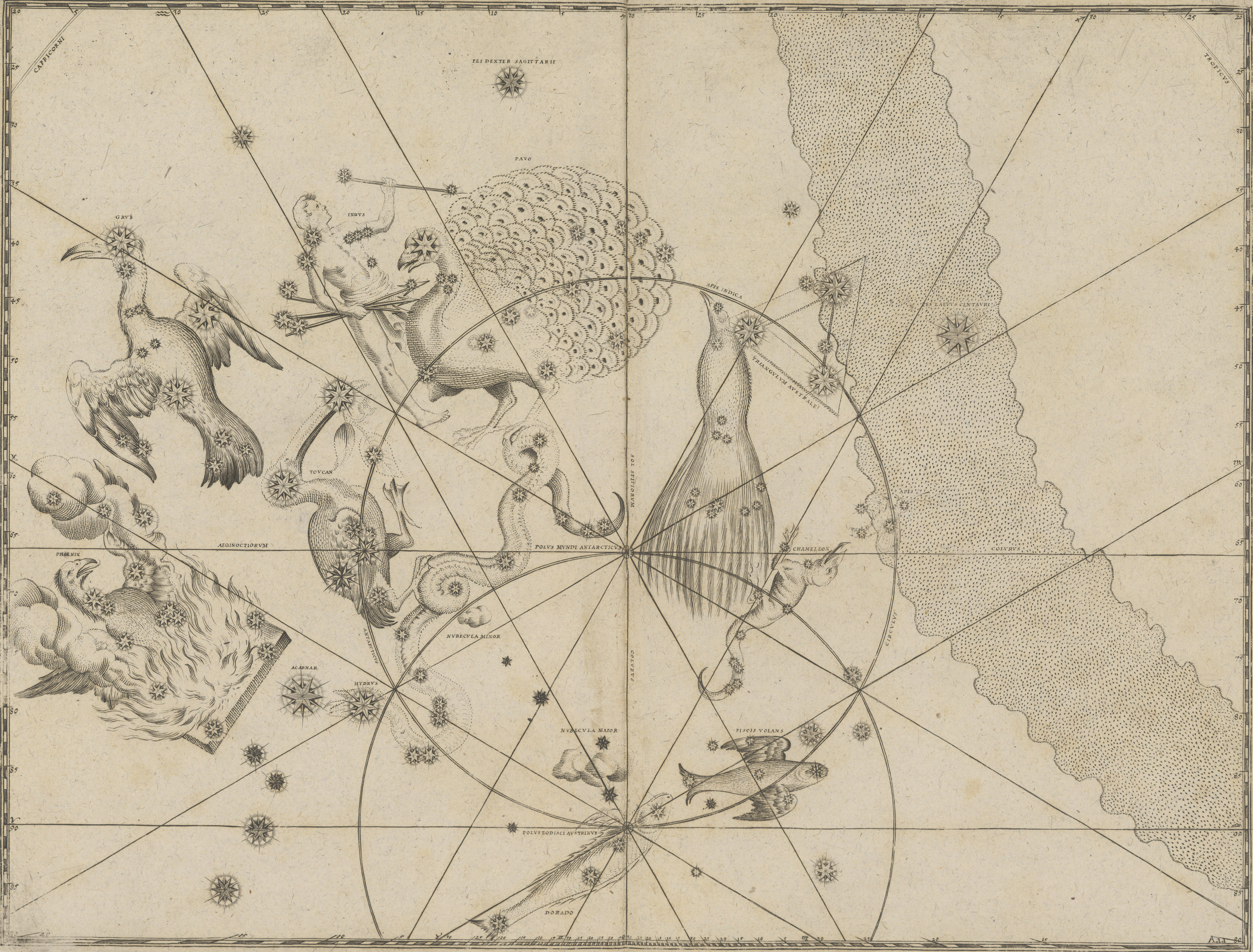
Ilustração das doze novas constelações do hemisfério celeste Sul, numa edição da obra de Johann Bayer datada de 1661, reproduzindo a que foi publicada na edição original do atlas Uranometria em 1603. Na página da esquerda observam-se Doradus (em baixo, ao centro), Phoenix, Hydrus, Tucana, Grus, Indus e Pavo; na da direita, Apus (aqui identificada como Apis Indica), Triangulum Australe, Chamaeleon, Musca (aqui identificada como Apis) e Volans

Não restam dúvidas de que Frederick de Houtman efectuou a cartografia celeste do hemisfério Sul de forma independente, pois os dados na sua obra publicada em 1603 apresentam algumas diferenças relativamente aos que foram usados por Plancius e por Jodocus Hondius entre 1597 e 1600. No entanto,   devido ao facto de não existir um documento esclarecedor sobre a autoria das observações realizadas na primeira viagem ou atestando quem terá idealizado as figuras que seriam associadas a estes doze asterismos, debate-se ainda hoje em dia a quem se deve atribuir o crédito da introdução destas constelações modernas. Johann Bayer, no seu atlas celeste Uranometria de 1603 e Paul Merula, na obra Cosmographie generalis publicada em 1605, creditam-nas a Petrus Theodorus, que a generalidade dos pesquisadores identifica com Pieter Keyser. Já Willem Blaeu, por exemplo, no seu Hemelglobe ("Globo Celeste") de 1603 atribui-as exclusivamente a Frederick de Houtman; outros autores posteriores contribuíram de igual forma para a controvérsia actual.
Hoje em dia a maioria dos investigadores assume que se devem conjuntamente a Pieter Dirkszoon Keyser e Frederick de Houtman; no entanto, alguns creditam-nas exclusivamente a Keyser, enquanto há ainda quem defenda que os navegadores terão apenas recolhido os dados, cabendo a Petrus Plancius agrupar as estrelas e decidir que figuras ilustrariam estes asterismos.
O globo celeste de Plancius representou-as pela primeira vez, mas a notoriedade destas constelações só foi alcançada após constarem no atlas celeste Uranometria, influente obra que as tornou célebres para a comunidade de astrónomos posteriores.

## Homenagens
Descoberto em 1960, o asteróide da cintura principal 10650 Houtman foi baptizado em honra dos irmãos Cornelis e Frederick.